# Begraafplaats van Hondschote
De Begraafplaats van Hondschote is een gemeentelijke begraafplaats in de gemeente Hondschote in het Franse Noorderdepartement. De begraafplaats bevindt zich aan de noordrand van het dorpscentrum.

## Britse oorlogsgraven
Op de begraafplaats bevindt zich een Britse militair perk met gesneuvelden uit de Tweede Wereldoorlog. In het begin van de oorlog was er zwaar gevochten rond Hondschote tijdens geallieerde terugtocht naar Duinkerke. Er rusten meer dan 50 doden op het Brits perk, waarvan er 40 zijn geïdentificeerd. Het perk bevindt zich in de zuidwesthoek van de begraafplaats en wordt onderhouden door de Commonwealth War Graves Commission. Aan de westkant van het perk staat het Cross of Sacrifice. In de CWGC-registers is de begraafplaats opgenomen als Hondschoote Communal Cemetery.